# Durgapur (India)
Durgapur is een grootstad, gelegen in het uiterste noordoosten van India in het district Paschim Bardhaman in de Indiase staat West-Bengalen. Het is de op twee na grootste stad van West-Bengalen, na Kolkata en Asansol. Bij de census van 2011 telde de stad 566.517 inwoners.
De stad ligt aan de oevers van de Damodar, een zijrivier van de Hooghly.

## Geschiedenis
Na Chandigarh is Durgapur de tweede geplande stad die in India werd gebouwd. De stad werd uit het niets ontworpen op vraag van de Chief Minister van West-Bengalen uit die tijd, Bidhan Chandra Roy, op basis van plannen van twee Amerikaanse architecten uit San Francisco, Joseph Allen Stein en Benjamin Polk, in 1955.
De stad moest een vestigingsplaats worden voor staalfabrieken en hun arbeidskrachten. Nabijgelegen afdamming op de Damodar zorgde voor energieproductie met waterkracht. In de stad werd ook een technische hogeschool opgericht, het National Institute of Technology van Durgapur.

## Bevolking
Van de 566.517 inwoners zijn 52% mannen en 48% vrouwen.
De stad had een alfabetismecijfer in 2011 van 86%. De bevolking bestaat vooral uit hindoes (91,6%) en herbergt ook moslims (6,3%) en kleine groepen met andere religies.
In 2001 telde de stad nog maar 493.405 inwoners.

## Transport
De stad ligt aan de AH1. De stad wordt bediend door de Kazi Nazrul Islam Airport, 15 km van het stadscentrum gelegen.  Deze luchthaven bedient ook Asansol, op 25 km van die stad gelegen. De stad heeft ook een belangrijk treinstation bediend door Eastern Railways op de spoorlijn Bardhaman - Asansol en is een hoofdstop op de spoorlijn Howrah - Gaya - Delhi van de Indian Railways.